# Stazione di Orša Centrale
La stazione di Orša Centrale (in bielorusso Орша-Цэнтральная?, Orša-Cėntral'naja; in russo Орша-Центральная?, Orša-Central'naja) è una delle principali stazioni ferroviarie bielorusse di transito e di giunzione nella parte sud-orientale della regione di Vitsebsk in Bielorussia. La stazione si trova nella città di Orša.
Quella di Orša è una delle stazioni più importanti della rete ferroviaria nord-orientale di Minsk, i treni locali arrivano anche al confine russo (Krasnoye) e a Lepel'. Ad Orša, la rete ferroviaria è suddivisa in un totale di sei direzioni diverse e la città è uno dei nodi ferroviari più importanti della Bielorussia.
Il più importante dei collegamenti ferroviari è il corridoio ferroviario dell'Europa ovest-est, che arriva a Orša da Minsk a ovest-sud-ovest e prosegue verso est fino al confine russo e in Russia fino a Smolensk e Mosca. Un'altra linea molto significativa è la linea principale nord-sud che collega le parti orientali della Bielorussia, creando un collegamento da San Pietroburgo a Pskov e Nevel' attraverso la Bielorussia, Vicebsk, Orša e Mahilëŭ, oltre a Žlobin; i treni spesso continuano verso Homel' e Kiev in Ucraina e le città industriali della Russia meridionale. Inoltre, ci sono binari da Orša a Lepel' (circa 120 chilometri a nord-ovest) e sud-est verso Kryčaŭ.

## Interscambio
La stazione degli autobus con autobus e taxi si trova a circa 150 metri a sud-ovest della stazione ferroviaria.